# Lukoveț, Volodarsk-Volînskîi
Lukoveț (în ucraineană Луковець) este un sat în comuna Kropîvnea din raionul Volodarsk-Volînskîi, regiunea Jîtomîr, Ucraina.

## Demografie
Componența lingvistică a localității Lukoveț
     Ucraineană (100%)
Conform recensământului din 2001, toată populația localității Lukoveț era vorbitoare de ucraineană (100%).